# Anthomyza concolor
Anthomyza concolor is een vliegensoort uit de familie van de Anthomyzidae. De wetenschappelijke naam van de soort is voor het eerst geldig gepubliceerd in 1869 door Thomson als Piophila concolor.